# پونتو آزول
پونتو آزول (به انگلیسی: Punto Azul) یک شرکت هواپیمایی با کد یاتا ZR است که در ۲۰۱۳ میلادی تأسیس شده‌است. دفتر مرکزی پونتو آزول در مالابو، گینه استوایی واقع شده‌است و قطب این شرکت هواپیمایی در فرودگاه بین‌المللی مالابو قرار دارد و به ۴ مقصد، پرواز انجام می‌دهد.